# Lendinuso
Lendinuso is een plaats (frazione) in de Italiaanse gemeente Torchiarolo.